# 権孝珍
権孝珍（クォン・ヒョジン、권효진、權孝珍、1982年3月27日 - ）は、韓国の囲碁棋士。ソウル市出身、韓国棋院所属、八段。
大舟杯プロシニア最強者戦準優勝、宝海杯世界女子選手権戦ベスト4など。
囲碁棋士の権甲龍九段は父。中国の囲碁棋士岳亮は夫。

## 経歴
1995年初段。
1998年宝海杯世界女子選手権戦ベスト4。
2000年二段。2001年三段。
2003年正官庄杯世界女子囲碁最強戦ベスト4、四段。
2005年、2003年に権甲龍道場と聶衛平道場の交流戦で知り合った中国の囲碁棋士岳亮と結婚。2007年から妊娠、出産を機に夫とともに韓国で暮らし、岳亮は韓国棋院の客員棋士となった。
2006年五段。
2008年ワールドマインドスポーツゲームズ女子団体戦銀メダル、SKガス杯新鋭プロ十傑戦リーグ出場。
2012年六段。2020年七段。
2021年大舟杯プロシニア最強者戦ベスト8。
2022年IBK企業銀行杯女子囲碁マスターズベスト8。
2023年大舟杯プロシニア最強者戦準優勝、八段。
韓国女子囲碁リーグでは2015年第1回からソウル富光タクスチームなどで監督を務める。2020年中国女子乙級リーグ出場。2022年からシニア囲碁リーグ出場。韓国囲碁棋士ランキングでは2022年に女流部門19位。

### 他の棋歴
- GGオークション杯女流対シニア連勝対抗戦
  - 2011年 1-1（○曺薫鉉、×劉昌赫）
  - 2013年 0-1（×曺薫鉉）
- シニア囲碁リーグ/レジェンドリーグ
  - 2022年（ソウル口傳鹿茸）8-6
  - 2023年（義城ニンニク）7-7
  - 2024年（水素都市完州、優勝）9-5
- 大方建設杯レジェンドvs女子囲碁リーグチャンピオンカップ
  - 2025年 1-0（○李瑟珠）
- 中国全国囲棋団体選手権戦女子団体戦
  - 2020年（江蘇慕道*億高）4-3
  - 2022年（中国平煤神馬集団）5-2

## 注
1. ↑  弈城围棋「岳亮权孝珍步入婚姻殿堂 中韩第一围棋夫妻诞生(图)」2005.4.18
2. ↑  新浪体育「韩国棋坛的“中国女婿” 岳亮：娶权孝珍最英明(图)」2009.3.25